# Sukapura (Sukapura)
Sukapura is een bestuurslaag in het regentschap Probolinggo van de provincie Oost-Java, Indonesië. Sukapura telt 3695 inwoners (volkstelling 2010).